# Homogyna sanguipennis
Homogyna sanguipennis là một loài bướm đêm thuộc họ Sesiidae. Nó được biết đến ở Nam Phi.